# Melvin A. Ruderman
Pour les articles homonymes, voir Ruderman.
Melvin A. Ruderman, né le 25 mars 1927 à New York et mort le 20 juillet 2024 dans la même ville, est un astrophysicien, professeur à l'Université Columbia, au département de physique appliquée et mathématiques appliquées. Ses recherches concernent notamment l'astrophysique théorique, les étoiles à neutrons et les rayons gamma cosmiques.
Il est l'un des inventeurs de la théorie du couplage RKKY, à laquelle il a donné son nom.